# 비앙카 워크든
비앙카 워크든(영어: Bianca Walkden, 1991년 9월 29일~)은 영국의 태권도 선수이다. 2016년과 2020년 하계 올림픽에서 동메달을 획득했다.

## 경력
2019년 세계 선수권 대회에 참가한 워크든은 결승전에서 중국의 정수인과 경기를 하였고 20-10으로 뒤지고 있었다. 하지만 종료 48초 이전에 심판은 정수인이 반칙을 10차례 범했다며 반칙패를 선언했고 워크든이 우승했다. 이에 정수인은 워크든이 계속해서 자신을 매트로 밀치며 생긴 반칙이며 오히려 원인을 제공한 워크든의 반칙이라 주장하였고 워크든은 이를 부인하였다. 이후 시상식에서 정수인은 쓰러져 통곡했다.

## 개인사
영국과 몰도바 국가대표 태권도 선수로 활동한 에런 쿡과 교제 중이다.